# Hisense
Hisense Group er en kinesisk multinational producent af forbrugerelektronik og hårde hvidevarer med hovedkvarter i Qingdao, Shandong. Tv-apparater er det primære produkt hos Hisense og de har den største markedsandel i Kina. Hisense producerer OEM. I juni 2018 opkøbte Hisense Gorenje.
To datterselskaber er børsnoterede henholdsvis Hisense Visual Technology og Hisense H.A.
Hisense Group har over 80.000 ansatte og fabrikker i Qingdao, Foshan, Huzhou, Tjekkiet, Sydafrika og Mexico. De har 18 forsknings- og udviklingscentre i Qingdao, Shenzhen, USA, Tyskland, Slovenien, Israel og andre lande.